# Ролето (Торино)
Ролето је насеље у Италији у округу Торино, региону Пијемонт.
Према процени из 2011. у насељу је живело 734 становника. Насеље се налази на надморској висини од 401 м.